# 양산 통도사 건륭57년명 신중도
양산 통도사 건륭57년명 신중도(梁山 通度寺 乾隆五十七年銘 神衆圖)는 대한민국 경상남도 양산시 하북면 통도사에 있는 조선시대의 신중도이다.
2001년 9월 27일 경상남도의 유형문화재 제365호 통도사 건륭57년명 신중도로 지정되었다가, 2018년 12월 20일 현재의 명칭으로 변경되었다.

## 개요
통도사 성보박물관에 소장되어 있는 신중탱화로서 견본채색(絹本彩色)이며, 제석천(帝釋天)과 동진보살(童眞菩薩)을 동자상(童子像)과 신중상(神衆像)이 둘러싸고 있는 모습이다. 1792년에 조성된 불화이다.
「건륭오십칠년임자팔월신중회화성우통도사봉안우원적산금봉암.....(乾隆五十七年壬子八月神衆會畵成于通度寺奉安于圓寂山金鳳庵.....)」의 화기(畵記)가 있다.

## 참고 자료
- 양산 통도사 건륭57년명 신중도 - 국가유산청 국가유산포털